# 안드레이 페를로프
안드레이 보리소비치 페를로프(러시아어: Андрей Борисович Перлов, 1961년 12월 12일 ~ )는 경보 종목에서 활약한 러시아의 전직 육상 선수로 소련을 대표했고 나중에 새롭게 독립한 러시아를 대표하였다.
페를로프는 1992년 바르셀로나 올림픽에서 독립 국가 연합을 대표하여 50km 경보에서 금메달을 획득하였다. 그는 또한 1990년 유럽 선수권 우승은 물론, 1991년 세계 육상 선수권 대회와 1985년과 1989년 IAAF 경보 월드컵에서 은메달을 땄다.
1991년 세계 선수권 육상 대회에서 페트로프와 그의 팀 동료 알렉산드르 포타쇼프는 동시에 결승선을 통과하려고 시도했지만, 당국은 포타쇼프를 0.01초 단위로 우승자로 인정했다.
2007년 8월로 봐서 그의 3시간 37분 41초의 개인 전력은 일상의 상연 선수들 중에 10위로 놓였다.

## 참조
- (영어) 안드레이 페를로프 - 국제 육상 경기 연맹
- sports-reference[깨진 링크(과거 내용 찾기)]